# Jarenjåkka
De Jarenjåkka is een beek in het noorden van Zweden, ontstaat daar op de hellingen van een bergplateau, stroomt naar het oosten door de gemeente Kiruna, komt in de Pulsurivier uit en is ruim 17 kilometer lang. Bronbeken zijn de Rautojåkka, Väjekjåkka en de noordelijke tak van de Ripakjåkka. 
afwatering: Jarenjåkka → Pulsurivier → Lainiorivier → Torne → Botnische Golf